# Vision Divine
Vision Divine é uma banda italiana de power metal.

## História
Vision Divine nasceu em 1998, criado originalmente como projeto de solo de Olaf Thorsen (guitarrista do Labyrinth naquele tempo). Logo teve a colaboração outra vez de Fabio Lione (vocalista do Labyrinth em seu primeiro álbum "No Limits") e o projeto solo rapidamente se transformou numa banda de verdade cujo nome é a combinação de "Vision" (antigo Labyrinth, quando Olaf criou a banda) e "Divine" o nome que Olaf desejava para o álbum solo.
A formação se completou com a entrada de Mattia Stancioiu (bateria) (atualmente no Labyrinth), Andrew Mc Pauls (teclados) e Andréa “Tower” Toriccini (baixo). Em 1999 é lançado o primeiro álbum Vision Divine, com um cover da canção "The Final Countdown" da banda de hard rock Europe.
Após uma longa turnê para divulgação do primeiro álbum, a banda vem para o Brasil no fim de 2000 e faz um show no Via Funchal em São Paulo, já que as bandas tinham praticamente os mesmos membros, o Vision Divine vem junto com o Labyrinth. O guitarrista Kiko Loureiro faz uma participação especial no show tocando a faixa "Wasted Years" do Iron Maiden. 
Em 2001 após uma longa turnê pela Europa e América do Sul, a banda começa a trabalhar no novo álbum chamado Send me an Angel e no início de 2002 ele é lançado. Nessa mesma época, Olaf decide colocar mais um guitarrista na banda e então entra o seu aprendiz Federico Puleri, que além de guitarrista também era vocalista. O álbum tem um cover da canção "Take on Me" da banda A-ha. No fim do ano de 2002, Olaf decide deixar o Labyrinth para focar seu trabalho exclusivamente no Vision Divine. 
Em três anos, o Vision Divine lança dois álbuns e com uma boa vendagem[carece de fontes?] torna possível uma turnê mundial. Depois da turnê do Send me an Angel, saem da banda Mat Stancioui e Andrew McPauls, que só queriam se dedicar ao Labyrinth. Entram em seus lugares o tecladista Oleg Smirnoff e o baterista Matteo Amoroso. Com essa nova formação, começam a gravar o próximo álbum.
Em 2003 a banda começa o trabalho para o terceiro álbum, quando Fabio Lione se vê com questões de agenda e seus deveres no Rhapsody, que havia se tornado uma banda grande. Lione não conseguia mais conciliar as duas bandas. Após alguns meses, concordam mutuamente em romper de maneira amigável, e o novo vocalista escolhido é Michele Luppi. Finalmente foi possível terminar as últimas canções e então o novo álbum gravado e intitulado Stream of Consciouness é lançado em abril de 2004.
Depois no fim da turnê do Stream, o DVD de Stage of Consciouness é lançado (ao invés de Stream of Consciouness), gravado ao vivo na Transilvânia, Reggio Emilia, Itália em 16 de abril de 2005. Nesse vídeo são tocadas na íntegra todas as faixas do álbum, bem como algumas dos dois primeiros álbuns. Depois da turnê Olaf retoma o trabalho em cima de um novo álbum conceitual com a colaboração de Oleg Smirnoff e Michele Luppi.
Em outubro 2005, enquanto o DVD começa a ser liberado no Japão, a banda faz dois shows em Osaka e Tokyo. O lançamento seguinte do Vision Divine é o álbum The Perfect Machine, que teve a produção do então guitarrista do Stratovarius Timmo Tolkki. O álbum conta com um cover da banda americana de metal progressivo Queensrÿche, a faixa "The Nedle Lies".
Sai Matteo Amoroso (bateria) e entra Riccardo Quagliato, porém por motivos pessoais e técnicos Rick Quagliato é substituído por Alessandro Bissa. Sai Andrea "Tower" Torricini e entra Cristiano Bertocchi, sai Oleg Smirnoff pois queria largar a música e se dedicar mais à sua família e entra Alessio "Tom" Lucatti.
Em 2007 é lançado o álbum The 25th Hour. Oleg Smirnoff participou da produção junto com Timmo Tolkki. Esse álbum conta a continuação da história do Stream of Counsciousness. A banda vem ao Brasil novamente no fim do ano após sete anos, dessa vez a banda só toca em Curitiba por motivos de organização.
No início de 2008, a banda faz um show especial na Itália para comemorar os 10 anos. Nesse show estão presentes também os ex-membros Fabio Lione, Oleg Smirnoff, Ricky Quaqliato e Andrea "Tower" Torricini. Em 2008 segue-se em andamento a turnê do álbum The 25th Hour.
Depois do fim da turnê do álbum The 25th Hour, Michele Luppi sai da banda para se dedicar somente à sua banda Mr.Pig que toca covers de bandas clássicas como Kiss, Europe, Guns N' Roses, Whitesnake, Metallica e Deep Purple. Alguns meses depois Michele Luppi anuncia em seu website oficial que estaria dando início a uma nova banda chamada Killing Touch.
O anúncio para o novo vocalista estava marcada para o dia primeiro de maio de 2008, mas por algum motivo Olaf decidiu adiar. Quase um mês depois é anunciada a volta de Fabio Lione para os vocais do Vision Divine.
Em 2012, a banda lança seu trabalho intitulado Destination Set to Nowhere, saindo em turnê na qual passou, também, por São Paulo no dia 31 de março, no Manifesto Bar, tendo o Seventh Seal como banda de abertura. A turnê ainda se estendeu por outros países da América do Sul.
No dia 28 de abril de 2018, Fabio anunciou sua segunda saída da banda. Em dezembro de 2018, a banda contratou o ex-vocalista do Derdian, Ivan Giannini, como novo vocalista principal. Eles lançaram seu primeiro single, chamado "Angel of Revenge", no dia 9 de dezembro de 2018.
O oitavo álbum de estúdio da banda, When All The Heroes Are Dead, foi lançado em outubro de 2019 pela Scarlet Records.
Após tocar em shows por todo o mundo, a banda voltou ao estúdio no verão de 2022 para trabalhar em dois novos álbuns. A composição do primeiro foi finalizada um ano depois, e as gravações estavam programadas para ocorrer antes do final de 2023. 
Em setembro de 2024, o Vision Divine lançou seu nono álbum de estúdio, Blood and Angels' Tears, o segundo álbum com Gianinni nos vocais. Anunciado como uma nova saga épica em dois álbuns, Blood and Angels' Tears, a primeira parte, é situada em um tempo remoto, anterior às civilizações conhecidas. A narrativa acompanha três anjos banidos do céu por sua indecisão durante a guerra entre Lúcifer e o Arcanjo Miguel.
Em novembro de 2024, em publicação nas redes sociais, o vocalista Ivan Gianinni declarou sua saída do Vision Divine: "Hoje fechei uma porta grande e pesada. Agora é hora de arregaçar as mangas e respirar um ar mais leve. Hoje virei uma página importante da minha vida. É hora de escrever algo novo. Haverá novidades em breve."

## Formação

### Atuais
- Olaf Thorsen (guitarra)
- Federico Puleri (guitarra)
- Andrea "Tower" Torricini (baixo)
- Alessio Lucatti (teclado)
- Mike Terrana (bateria)

### Ex-integrantes
- Ivan Giannini (vocal)
- Fabio Lione (vocal)
- Michele Luppi (vocal)
- Mattia Stanciou (bateria)
- Andrew Mc Pauls (teclado)
- Cristiano Bertocchi (baixo)
- Matteo Amoroso (bateria)
- Ricardo Quagliato (bateria)
- Oleg Smirnoff (teclado)
- Alessandro Bissa (bateria)

## Discografia

### Álbuns de estúdio
- 1999 - Vision Divine
- 2002 - Send me an Angel
- 2004 - Stream of Consciousness
- 2005 - The Perfect Machine
- 2007 - The 25th Hour
- 2009 - 9 Degrees West of the Moon
- 2012 - Destination Set To Nowhere
- 2019 - When All The Heroes Are Dead
- 2024 - Blood and Angels' Tears

### DVDs
- 2005 - Stage of Consciousness

### Participações especiais
- 2000 - The Keepers of Jericho